# Vervoersregio Arnhem-Nijmegen
De Vervoerregio Arnhem-Nijmegen is een vervoerregio en concessie in het openbaar vervoer in Gelderland. Het gebied komt overeen met de Stadsregio Arnhem-Nijmegen, inclusief de gemeente Montferland.